# Cuscatlania vulcanicola
Cuscatlania vulcanicola är en underblomsväxtart som beskrevs av Paul Carpenter Standley. Cuscatlania vulcanicola ingår i släktet Cuscatlania, och familjen underblomsväxter. Inga underarter finns listade i Catalogue of Life.